# El Cerro, Spanien
El Cerro är en ort i Spanien.   Den ligger i provinsen Provincia de Salamanca och regionen Kastilien och Leon, i den centrala delen av landet, 190 km väster om huvudstaden Madrid. El Cerro ligger 1 077 meter över havet och antalet invånare är 524.
Terrängen runt El Cerro är huvudsakligen kuperad. El Cerro ligger uppe på en höjd. Runt El Cerro är det ganska glesbefolkat, med 43 invånare per kvadratkilometer. Närmaste större samhälle är Béjar, 15,1 km nordost om El Cerro. 